# Lavrentievita
La lavrentievita és un mineral que forma sèrie amb l'arzakita. Fou anomenat així per V.I. Vasil'ev, N.A. Pal'chik, i O.K. Grechishchev l'any 1984 en honor de Mikhail Alekseevitx Lavrent’ev, un matemàtic i hidrodinamista de l'Institut d'Hidrodinàmica de Novosibirsk, Rússia, que fou fundador de l'Acadèmia Siberiana de la Ciència. La lavrentievita és polimorfa de la corderoïta i la kenhsuïta.

## Característiques
La lavrentievita és un mineral de fórmula química Hg2+₃S₂(Cl,Br)₂. Cristal·litza en el sistema monoclínic. El mineral tipus es conserva al Museu Geològic de Sibèria Central, a Novosibirsk.

## Formació i jaciments
A la seva localitat tipus, el mineral formava intercreixements complexos amb arzakita, de fins a 0,2 mil·límetres. A més a més, es trobava associat a quars, mercuri natiu, caolinita, eglestonita, corderoïota, cinabri i calomelans. El context geològic on fou trobat era la zona d'oxidació d'un dipòsit hidrotermal amb presència de mercuri.